# I Bet (canção)
"I Bet" é uma canção do grupo americano TLC. Foi escrito pelas membros da banda Tionne "T-Boz" Watkins e Rozonda "Chilli" Thomas, juntamente com Rico Love e Melvin "Saint Nick" Coleman, com produção dirigida por este último. A faixa uptempo apresenta o rapper O'so Krispie, o vencedor do R U the Girl, um reality show na UPN em 2005 cujo objetivo era encontrar uma cantora que gravaria uma música com o TLC.
Antes de Krispie ser anunciada como a vencedora do show, ela e sua colega finalista e eventual Mirrah gravaram versões separadas da música, cada uma contribuindo com backing vocals e um rap que elas mesmas compuseram. No entanto, apesar da versão Krispie ter sido lançada como single, as contribuições de composição de Krispie não são creditadas no single.
A faixa resultante foi intitulada "I Bet", que foi lançado comercialmente como single em outubro de 2005. O single CD físico vendeu 2.000 unidades nos Estados Unidos, de acordo com a Nielsen SoundScan, enquanto o download digital da música ultrapassou 4.000. O disco foi posteriormente adicionado à reedição digital da compilação Now & Forever the Hits.

## Faixas
Download digital
1. "I Bet" – 3:23

## Créditos
Créditos adaptados das notas de Now & Forever: The Hits.
- Composição – Richard Butler, Melvin Coleman, Rozonda Thomas, Tionne Watkins
- Produção – Melvin "Saint Nick" Coleman
- Mixagem – Leslie Brathwaite, Carlton Lynn
- Engenharia – Kori Anders, Wyatt Coleman
- Masterização – Chaz Harper

## Desepenho

### Paradas semanais
| Parada (2005)                      | Maior posição |
| ---------------------------------- | ------------- |
| Austrália (ARIA)                   | 99            |
| Estados Unidos (Billboard Hot 100) | 100           |
| Nova Zelândia (Recorded Music NZ)  | 89            |